# 桑崎 (富士市)
桑崎（かざき）は、静岡県富士市の地名。丁番を持たない単独町名である。郵便番号は417-0803。
北部ブロック・吉永北地区に属する。

## 地理
市の東部に位置し、東は裾野市に接する。広大な町域を有するが殆どは山林で、南西部を流れる赤淵川沿いに集落がある。桑崎は富士市における積雪地点として知られ、例年勢子辻地区の住宅地の積雪等が報告される。北部の広大な森林地を利用して、90年代末より富士山こどもの国や富士森林墓園が整備されているほか、昭和初期には新宗教団体心教の総本山も存在した。
南西部は茶栽培や畑作の行われる農業地域であるが、南部には新興住宅地の陽光台分譲地が開発され、宅地化が進んでいる。

## 歴史

### 沿革
古くは富士郡桑崎村であった。慶長14年（1609年）の時点では、間門村など3村と共に「山家四ヶ村」として一括されていた。
- 1889年（明治22年）3月1日 - 鵜無ケ淵村、石井村、間門村、比奈村、富士岡村と合併し吉永村の一部となる。
- 1955年（昭和30年）2月11日 - 新設合併により生まれた新・吉原市の一部となる。
- 1966年（昭和41年）11月1日 - 新設合併により生まれた富士市の一部となる[11]。

### 出来事
- 1928年（昭和3年）3月、新宗教団体心教が、字西御厩平に10万坪の森林地を購入し、総本山「不二大和同園」の建設を開始。7月に開園式を挙行[12]。この施設は戦後には廃園となり現存しない。
- 1950年（昭和25年） - 3月11日、桑崎の大火が発生。家屋30戸が全焼、納屋や牛小屋も80戸が焼失し、死者1人、負傷者4人が出た。赤淵川の水をかけるなどの消火活動により一時鎮火したかに見えたが、再びくすぶり出して二次火災が起き、3日間に渡って火災は続いた[13]。
- 1998年（平成10年）- 富士市森林墓園の整備を開始（平成12年より使用者公募開始）[14]。
- 1999年（平成11年）4月26日 - 94.5ヘクタールの公園、富士山こどもの国が字勢子辻に開園[15]。

## 世帯数と人口
2020年（令和2年）7月現在の、世帯数と人口は以下の通りである。
| 町丁 | 世帯数  | 人口    |
| ---- | ------- | ------- |
| 桑崎 | 521世帯 | 1,283人 |

## 小・中学校の学区
市立小・中学校に通う場合、学区は以下の通りとなる。
| 町丁 | 町内会                                       | 小学校                 | 中学校               |
| ---- | -------------------------------------------- | ---------------------- | -------------------- |
| 桑崎 | 桑崎町、勢子辻、陽光台東、陽光台西、陽光台南 | 富士市立吉永第二小学校 | 富士市立吉原北中学校 |

## 施設
- 富士山こどもの国
- 富士市森林墓園

## 交通

### 道路
- 国道469号
- 静岡県道24号富士裾野線

### 路線バス
- 富士急静岡バス